# Beuracan Rata
Beuracan Rata is een bestuurslaag in het regentschap Aceh Utara van de provincie Atjeh, Indonesië. Beuracan Rata telt 50 inwoners (volkstelling 2010).